# Michael Polcino
Michael Polcino est un réalisateur et animateur américain. Il est principalement connu pour son travail sur Les Simpson, depuis la onzième saison. Son frère, Dominic Polcino, est un ancien membre de l'équipe des Simpsons qui travaille actuellement pour Les Griffin.

## Filmographie

### Réalisateur

#### Les Simpson
| Année | Titre                                            | Titre original                            | Saison | Épisode | Scénariste                           |
| ----- | ------------------------------------------------ | ----------------------------------------- | ------ | ------- | ------------------------------------ |
| 2000  | La Grande Vie                                    | The Mansion Family                        | 11     | 12      | John Swartzwelder                    |
| 2000  | Les Escrocs                                      | The Great Money Caper                     | 12     | 7       | Carolyn Omine                        |
| 2001  | La Garderie d'Homer                              | Children of a Lesser Clod                 | 12     | 20      | Al Jean                              |
| 2002  | La Passion selon Bart                            | The Bart Wants What It Whants             | 13     | 11      | John Frink et Don Payne              |
| 2002  | Une chaise pour deux                             | The Frying Game                           | 13     | 21      | John Swartzwelder                    |
| 2003  | La Foi d'Homer                                   | Pray Anything                             | 14     | 10      | Sam O'Neal et Neal Boushell          |
| 2003  | Et la cavalerie arriva                           | The Bart of War                           | 14     | 21      | Marc Wilmore                         |
| 2005  | Le Père, le Fils et le Saint d'esprit            | The Father, The Son & The Holy Guest Star | 16     | 21      | Matt Warburton                       |
| 2006  | À propos de Marge                                | Regarding Margie                          | 17     | 20      | Marc Wilmore                         |
| 2007  | La vengeance est un plat qui se mange trois fois | Revenge Is a Dish Best Served Three Times | 18     | 11      | Joel H. Cohen                        |
| 2007  | Le Barbier de Springfield                        | The Homer of Seville                      | 19     | 2       | Carolyn Omine                        |
| 2008  | Un pour tous, tous pour Wiggum                   | E Pluribus Wiggum                         | 19     | 10      | Michael Price                        |
| 2008  | L'Échange                                        | Double, Double, Boy in Trouble            | 20     | 3       | Bill Odenkirk                        |
| 2009  | Une adresse chic                                 | Waverly Hills 9021-D'oh                   | 20     | 9       | J. Stewart Burns                     |
| 2010  | Une leçon de vie                                 | Thursdays with Abie                       | 21     | 9       | Mitchell H. Glazer et Don Payne      |
| 2010  | La Plus Grande Histoire jamais ratée             | The Greatest Story Ever D'ohed            | 21     | 16      | Kevin Curran                         |
| 2010  | Combien pour cet oiseau dans la vitrine ?        | How Munched Is That Birdie in the Window? | 22     | 7       | Kevin Curran                         |
| 2011  | L'Amour à couper le souffle                      | Love Is A Many Strangled Thing            | 22     | 17      | Bill Odenkirk                        |
| 2011  | La Solution à 10 %                               | The Ten-Per-Cent Solution                 | 23     | 8       | Dan Castellaneta et Deb Lacusta      |
| 2012  | Aïe, robot !                                     | Them, Robot                               | 23     | 17      | Michael Price                        |
| 2013  | Les Aléas de l'amour                             | Love is a Many-Splintered Thing           | 24     | 12      | Tim Long                             |
| 2013  | On ne vit qu'une fois                            | Yolo                                      | 25     | 4       | Michael Nobori                       |
| 2014  | Diggs                                            | Diggs                                     | 25     | 12      | Dan Greaney Allen Glazier            |
| 2014  | La Fête de quartier / Pay Pal                    | Pay Pal                                   | 25     | 21      | David H. Steinberg                   |
| 2015  | Taxi Girl                                        | My Fare Lady                              | 26     | 14      | Marc Wilmore                         |
| 2015  | Math elle aime                                   | Mathlete's Feat                           | 26     | 22      | Michael Price                        |
| 2016  | Faites confiance mais clarifiez                  | Trust But Clarify                         | 28     | 5       | Harry Shearer                        |
| 2017  | À la recherche de Mister Goodbart                | Looking for Mr. Goodbart                  | 28     | 20      | Carolyn Omine                        |
| 2017  | Chantons sur la piste                            | Singin' in the Lane                       | 29     | 7       | Ryan Koh                             |
| 2018  | À la santé des Danois                            | Throw Grampa from the Dane                | 29     | 20      | Rob LaZebnik                         |
| 2018  | Maman travaille                                  | Werking Mom                               | 30     | 7       | Carolyn Omine et Robin Sayers        |
| 2019  | Je suis juste une fille qui peut pas dire T'oh   | I'm Just a Girl Who Can't Say D'oh        | 30     | 20      | Jeff Martin et Jenna Martin          |
| 2019  | La Grosse Ligne bleue                            | The Fat Blue Line                         | 31     | 3       | Bill Odenkirk                        |
| 2020  | Sans écran                                       | Screenless                                | 31     | 15      | J. Stewart Burns                     |
| 2020  | Sept Bières de réflexion                         | The 7 Beer Itch                           | 32     | 5       | Joel H. Cohen, John Frink et Al Jean |
| 2021  | Objectif fric                                    | Wad Goals                                 | 32     | 13      | Brian Kelley                         |
| 2022  | Pieuse Menteuse                                  | Pretty Whittle Liar                       | 33     | 16      | Joel H. Cohen                        |
| 2023  | Carl Carlson et le Rodéo                         | Carl Carlson Rides Again                  | 34     | 14      | Loni Steele Sosthand                 |
| 2024  | Le Cerveau de Bart                               | Bart's Brain                              | 35     | 18      | Dan Vebber                           |
| 2025  | The Past and the Furious                         | The Past and the Furious                  | 36     | 14      | Rob LaZebnik                         |
| 2025  | P.S. I Hate You                                  | P.S. I Hate You                           | 36     | 17      | Cesar Mazariegos                     |

#### Autre
- 2008 : Cranberry Christmas

### Animateur
- 1991-2014 : Les Simpson (60 épisodes)
- 2001-2005 : Les Griffin (15 épisodes)
- 2002 : Fillmore ! (3 épisodes)
- 2003 : Free for All (1 épisode)
- 2007 : The Simpsons Game
- 2012 : Dure journée pour Maggie
- 2012 : Stand Up to Cancer
- 2014 : The Simpsons Take the Bowl